# Balitoridae
La famiglia dei Balitoridi (conosciuta nei paesi anglosassoni e non con il nome Hillstream Loaches) è stata creata recentemente, includendovi per la maggior parte i generi appartenenti all'abrogata famiglia degli Homalopteridi.
Conosciuti recentemente dal popolo acquariofilo, le specie appartenenti alla famiglia sono circa 600, distribuite in 60 generi. Poche specie tuttavia sono adatte alla vita in acquario.

## Habitat
I Balitoridi sono diffusi dalla Penisola Iberica (Barbatula quignardi) a tutto il continente asiatico, principalmente in corsi d'acqua turbolenti, torrenti e rigagnoli.
La difficoltà nell'allevare queste specie è dovuta al particolare ambiente che i Balitoridi popolano. Queste specie infatti vivono in torrenti di montagna con forti correnti: acque ossigenate e poco popolate, con acqua tenera e pH neutro. Tuttavia, se è più semplice regolare i valori chimici dell'acqua, alquanto complicato sembra allestire un acquario che preveda una corrente d'acqua interna. Per questo motivo sono ben poche le specie e gli allevatori che riescono a riprodurre in cattività.
Anche perché sembra non basti l'acqua corrente e fredda, ma occorrono stimoli fisiologici come l'arrivo della stagione delle piogge, che in ambiente naturale concorre a stimolare la riproduzione.
Sembra inoltre che in natura questi pesci depongano le uova tra le piante delle zone invase dalle esondazioni dei corsi d'acqua: si tratta di uova adesive che vengono fissate alle piante e solitamente sparse in una zona piuttosto vasta. Tuttavia alcune specie praticano cure parentali (caso unico nelle specie di fondo).

## Anatomia
Suddivisi in due sottofamiglie, i Balitoridi hanno un corpo estremamente allungato, cilindrico e vermiforme se appartenenti ad una, altrimenti, ventre piatto e corpo tozzo se appartenenti all'altra. La vera particolarità di queste specie è la ventosa che, contrariamente ai Loricariidi sudamericani, non si è sviluppata dalla bocca ma comprende l'intera zona ventrale del pesce: infatti è formata anche dalle pinne ventrali e pettorali. La ventosa così grande permette una solida adesione alle superfici, adeguata all'habitat turbolento in cui vivono.

## Sottofamiglie e generi
I Balitoridi sono stati suddivisi in 2 sottofamiglie e negli ultimi anni la classificazione è stata cambiata o per la scoperta di nuove specie o per lo spostamento di quelle già conosciute.
- Sottofamiglia Balitorinae
Specie tranquille quelle appartenenti ai Balitorinae: passano la vita sul fondo adesi a superfici con la loro ventosa e sono molto pacifici.
  - Annamia
  - Balitora
  - Beaufortia
  - Bhavania
  - Crossostoma
  - Cryptotora
  - Dienbiena
  - Gastromyzon
  - Glaniopsis
  - Hemimyzon
  - Homaloptera
  - Homalosoma
  - Hypergastromyzon
  - Jinshaia
  - Lepturichthys
  - Liniparhomaloptera
  - Metahomaloptera
  - Neogastomyzon
  - Neohomaloptera
  - Paraprotomyzon
  - Parhomaloptera
  - Plesiomyzon
  - Protomyzon
  - Pseudogastromyzon
  - Pseudohomaloptera
  - Sectoria
  - Sewellia
  - Sinogastromyzon
  - Sinohomaloptera
  - Travancoria
- Sottofamiglia Nemacheilinae
Gli appartenenti a questa sottofamiglia hanno corpo cilindrico e comportamento territoriale, anche spiccatamente aggressivo.
  - Acanthocobitis
  - Barbatula
  - Barbucca
  - Dzihunia
  - Ellopostoma
  - Heminoemacheilus
  - Indoreonectes
  - Lefua
  - Longischistura
  - Mesonoemacheilus
  - Micronemacheilus
  - Nemacheilus
  - Nemachilichthys
  - Neonoemacheilus
  - Nun
  - Oreonectes
  - Orthrias
  - Paracobitis
  - Paranemachilus
  - Physoschistura
  - Protonemacheilus
  - Schistura
  - Seminemacheilus
  - Sphaerophysa
  - Sundoreonectes
  - Traccatichthys
  - Tuberoschistura
  - Turcinoemacheilus
  - Vaillantella
  - Yunnanilus
- incertae sedis
  - Oreias
  - Vanmanenia